# Sucre (Ecuador)
Sucre es una ciudad ecuatoriana, cabecera cantonal del Cantón Veinticuatro de Mayo, perteneciente a la Provincia de Manabí. Se localiza al centro de la región litoral del Ecuador, a orillas del río Sucre. En el censo de 2022 tenía una población de 6607 habitantes, lo que la convierte en la centésima vigésima séptima ciudad más poblada del país.

## Historia
Antiguamente, fue un caserío llamado Lodana. Debido a la gran riqueza agrícola que se daba y por el creciente comercio que se ejercía ya que todos los productos se trasladaban hasta Jipijapa por la única vía que existía en ese entonces (4 Caminos - Chial - Las Anonas - Naranjal - Chade - Jipijapa) y por el crecimiento poblacional de estas comunidades, se crea la necesidad urgente de contar con una parroquia. Juan José Tóala Delgado oriundo del recinto El Pueblito y Francisco Javier Loor Salazar  del recinto Santa Rosa, quienes cada uno individualmente hacían gestiones en el cabildo de Jipijapa para lograr la creación de una parroquia, lo que dio como resultado que se emitiera el informe a favor para la creación. En diciembre de 1871, los pobladores de los dos caseríos Santa Rosa y El Pueblito acordaron superar sus diferencias para lograr la creación de una parroquia jipijapense, a quién le pusieron el nombre de Sucre, en un punto equidistante entre ambos caseríos.
Ese mismo año se la elevó de categoría, como parroquia rural del Cantón Jipijapa, con el nombre de Sucre. El 19 de febrero de 1945 se creó el Cantón Veinticuatro de mayo, con cabecera en la localidad de Sucre.

## Datos  Territoriales[4]
|                 | Total de población | Superficie del Cantón (km²) | Rural Has | Urbano Has | Densidad Poblacional |
| --------------- | ------------------ | --------------------------- | --------- | ---------- | -------------------- |
| Parroquia Sucre | 24,631             | 232,80                      | 3,02      | 229,78     | 57,67                |